# Kenan Yıldız
Kenan Yıldız (phát âm tiếng Thổ Nhĩ Kỳ: [ke:nan ɯɫ:dɯz], sinh ngày 4 tháng 5 năm 2005) là một cầu thủ bóng đá chuyên nghiệp hiện đang thi đấu ở vị trí tiền đạo hoặc tiền vệ tấn công cho câu lạc bộ Serie A Juventus. Sinh ra ở Đức, anh thi đấu cho đội tuyển bóng đá quốc gia Thổ Nhĩ Kỳ.

## Sự nghiệp câu lạc bộ

### Sự nghiệp ban đầu
Yıldız sinh ngày 4 tháng 5 năm 2005 ở Regensburg, Đức, có cha là người Thổ Nhĩ Kỳ và mẹ là người Đức. Mặc dù cha mẹ anh không chơi bóng đá, anh vẫn học hỏi nó thông qua những video trên YouTube cùng với cha anh. Sau đó, anh bắt đầu sự nghiệp của anh tại các học viện bóng đá trẻ của Sallern Regensburg và Jahn Regensburg. Vào năm 2012, anh gia nhập học viện trẻ của Bayern Munich và được đôn lên theo các cấp độ lứa tuổi trẻ của câu lạc bộ. Trong suốt thời gian đó, anh thường giữ vai trò đội trưởng và cuối cùng trở thành trụ cột của đội U-19. Trong năm cuối cùng của anh với đội U-19 Bayern vào mùa giải 2021–22, Yıldız đã ghi sáu bàn thắng và thực hiện tám đường kiến tạo sau 20 trận đấu.

### Juventus
Hợp đồng của Yıldız với Bayern Munich hết hạn vào tháng 7 năm 2022 và câu lạc bộ xác nhận rằng họ đã không thể tái ký hợp đồng với Yıldız. Barcelona và Juventus cạnh tranh để chiêu mộ Yıldız khi anh trở thành cầu thủ tự do. Vào ngày 12 tháng 7, Juventus xác nhận việc ký hợp đồng với Yıldız. Vào tháng 9, anh được tờ báo Anh The Guardian đưa vào danh sách 60 cầu thủ sinh năm 2005 xuất sắc nhất.
Sau khi thi đấu cho đội U-19, vào ngày 16 tháng 12, Yıldız lần đầu tiên được gọi vào Juventus Next Gen, đội dự bị của Juventus, cho trận đấu gặp Virtus Verona diễn ra ngày hôm sau. Trong trận đấu đó, anh ra mắt cho Juventus Next Gen khi được huấn luyện viên Massimo Brambilla đưa vào sân ở phút 61.
Yıldız có trận ra mắt Serie A cho Juventus trong chiến thắng 3–0 trên sân khách trước Udinese vào ngày 20 tháng 8 năm 2023 khi vào sân thay người ở hiệp hai. Mười ngày sau, anh gia hạn hợp đồng với câu lạc bộ đến năm 2027. Anh có trận ra mắt cho đội một của Juventus vào ngày 23 tháng 12 năm 2023 trong trận gặp Frosinone. Ngay tại phút thứ 12, anh nhặt bóng ở rìa vòng cấm, rê bóng qua hai cầu thủ rồi bình tĩnh sút bóng về cột dọc gần đi hướng về phía sau khung thành và sút vào lưới. Đây là bàn thắng mở tỷ số của Juve trong chiến thắng 2–1 trước Frosinone. Điều này khiến anh trở thành cầu thủ nước ngoài trẻ nhất ghi bàn cho Juventus khi mới 18 tuổi 233 ngày.

## Sự nghiệp quốc tế
Yildiz từng là cầu thủ trẻ quốc tế của Thổ Nhĩ Kỳ khi đại diện cho đội U-17 Thổ Nhĩ Kỳ. Vào ngày 27 tháng 9 năm 2022, Yıldız có trận ra mắt cho U-21 Thổ Nhĩ Kỳ khi chơi 28 phút trước Gruzia.
Vào tháng 10 năm 2023, anh lần đầu tiên được gọi vào đội tuyển quốc gia Thổ Nhĩ Kỳ cho hai trận đấu vòng loại UEFA Euro 2024 gặp Croatia và Latvia. Vào ngày 12 tháng 10, Yıldız có trận ra mắt đầy đủ cho đội tuyển quốc gia khi vào sân thay người ở phút thứ 86 trong chiến thắng 1–0 trước Croatia.
Anh ghi bàn thắng quốc tế đầu tiên vào ngày 18 tháng 11 năm 2023 trong chiến thắng 3–2 trước Đức, đất nước nơi anh sinh ra, trong một trận giao hữu ở Berlin.

## Phong cách chơi bóng
Yıldız là một tiền vệ được biết điến với những đường chuyền mạnh mẽ và những cú sút từ ngoài vòng cấm. Anh cũng được biết đến với tốc độ và kỹ thuật xử lý bóng của mình. Ngoài ra, anh chơi thường xuyên với tư cách là tiền vệ kiến thiết lối chơi và anh cũng gây chú ý nhờ thể hình mạnh mẽ của anh. Bên cạnh vị trí tiền vệ, anh còn chơi ở vị trí tiền vệ cánh.

## Thống kê sự nghiệp

### Câu lạc bộ
Tính đến 25 tháng 5 năm 2024
| Câu lạc bộ          | Mùa giải            | Giải vô địch        | Giải vô địch | Giải vô địch | Cúp quốc gia | Cúp quốc gia | Khác | Khác | Tổng cộng | Tổng cộng |
| Câu lạc bộ          | Mùa giải            | Hạng đấu            | Trận         | Bàn          | Trận         | Bàn          | Trận | Bàn  | Trận      | Bàn       |
| ------------------- | ------------------- | ------------------- | ------------ | ------------ | ------------ | ------------ | ---- | ---- | --------- | --------- |
| Juventus Next Gen   | 2022–23             | Serie C             | 7            | 0            | —            | —            | 1    | 0    | 8         | 0         |
| Juventus Next Gen   | 2023–24             | Serie C             | 7            | 2            | —            | —            | —    | —    | 7         | 2         |
| Juventus Next Gen   | Tổng cộng           | Tổng cộng           | 14           | 2            | —            | —            | 1    | 0    | 15        | 2         |
| Juventus            | 2023–24             | Serie A             | 27           | 2            | 5            | 2            | —    | —    | 32        | 4         |
| Tổng cộng sự nghiệp | Tổng cộng sự nghiệp | Tổng cộng sự nghiệp | 41           | 4            | 5            | 2            | 1    | 0    | 47        | 6         |

1. ↑  Bao gồm Coppa Italia
2. ↑  Ra sân tại Coppa Italia Serie C

### Quốc tế
Tính đến 10 tháng 6 năm 2024
| Đội tuyển quốc gia | Năm       | Trận | Bàn |
| ------------------ | --------- | ---- | --- |
| Thổ Nhĩ Kỳ         | 2023      | 3    | 1   |
| Thổ Nhĩ Kỳ         | 2024      | 4    | 0   |
| Tổng cộng          | Tổng cộng | 7    | 1   |

Tỷ số và kết quả liệt kê bàn thắng của Thổ Nhĩ Kỳ trước, cột tỷ số cho biết tỷ số sau mỗi bàn thắng của Yıldız.
| # | Ngày                 | Địa điểm                          | Trận | Đối thủ | Tỷ số | Kết quả | Giải đấu |
| - | -------------------- | --------------------------------- | ---- | ------- | ----- | ------- | -------- |
| 1 | 18 tháng 11 năm 2023 | Sân vận động Olympic, Berlin, Đức | 2    | Đức     | 2–1   | 3–2     | Giao hữu |

## Danh hiệu

### Câu lạc bộ
Juventus
- Coppa Italia: 2023–24[23]